# Izabeltortel
De izabeltortel (Streptopelia roseogrisea, synoniem: Streptopelia risoria) is een tortelduif die wordt beschouwd als de wilde voorouder van de lachduif.

## Kenmerken
De izabeltortel is 26 cm lang overwegend grijsbruin van kleur. De buitenrand van de vleugel heeft een blauwachtige tint. De vogel lijkt sterk op de wijntortel die ook in Afrika voorkomt. De izabeltortel is groter en maakt een ander geluid, waaronder het bekende lachende wèh-wèh-wèh-wèh-wèh.

## Verspreiding en leefgebied
Van deze soort bestaan op de Bahama's, in Nieuw-Zeeland, Puerto Rico en de Verenigde Staten geïntroduceerde en daarna verwilderde populaties.
De izabeltortel komt voor in een zone boven de evenaar onder de Sahara die doorloopt tot op het Arabisch schiereiland. De vogel is vooral bekend aan de wat drogere gebieden aan de rand van de Sahelzone.
De soort telt twee ondersoorten:
- S. r. roseogrisea: van zuidwestelijk Mauritanië, Senegal en Gambia tot noordelijk Soedan en noordwestelijk Ethiopië.
- S. r. arabica: van noordoostelijk Soedan tot noordelijk Somalië en zuidwestelijk Arabië.